# Hyphoderma albocremeum
Hyphoderma albocremeum ist eine Ständerpilzart aus der Familie der Fältlingsverwandten (Meruliaceae). Sie bildet teppichartige, membranöse Fruchtkörper von weißlicher Farbe aus und wächst auf Nadelbaum-Totholz. Die Art ist holarktisch verbreitet und gilt als sehr selten.

## Merkmale

### Makroskopische Merkmale
Hyphoderma albocremeum besitzt für Hyphoderma-Arten typische, resupinate, membranös-wachsartige Fruchtkörper. Sie sind weißlich bis cremefarben und besitzen keine Rhizomorphen, ihr Hymenium ist glatt.

### Mikroskopische Merkmale
Wie bei allen Arten der Gattung Hyphoderma ist die Hyphenstruktur von Hyphoderma albocremeum monomitisch, weist also nur generative Hyphen auf. Die bis zu 15 µm breiten Hyphen sind hyalin und stark verzweigt, die Septen weisen Schnallen auf. Zystiden sind nicht vorhanden. Die Basidien der Art sind zylindrisch, besitzen vier Sterigmata und messen 25–30 × 6–7 µm, an der Basis besitzen sie eine Schnalle. Ihre Sporen sind ellipsoid, hyalin und dünnwandig. Sie messen 8–10 × 5–5,5 µm und besitzen stets einen Fortsatz (Apiculus).

## Verbreitung
Die bekannte Verbreitung der Art umfasst die Holarktis, sie gilt überall als sehr selten.

## Ökologie
Hyphoderma albocremeum wächst auf morschem, meist entrindeten Nadelbaum-Totholz. Typische Substrate sind etwa Weißtanne (Abies alba) und Gemeine Fichte (Picea abies).